# Provincia di Morropón
La provincia di Morropón è una delle 8 province della regione di Piura nel Perù.

## Capoluogo e data di fondazione
Il capoluogo è Chulucanas, fondata nel 1536.
La provincia è stata istituita il 31 gennaio 1936.
Sindaco (alcalde) (2007-2010): Fermín Edilberto Farias Zapatas Villegas.

## Superficie e popolazione
- 3817,92 km²
- 163 181 abitanti (inei2005)

## Provincie confinanti
Confina a nord con la provincia di Ayabaca; a est con la provincia di Huancabamba; a ovest con la provincia di Piura e a sud con la regione di Lambayeque.

## Geografia antropica

### Suddivisioni amministrative
È divisa in 10 distretti:
- Chulucanas
- Buenos Aires
- Chalaco
- La Matanza
- Morropón
- Salitral
- San Juan de Bigote
- Santa Catalina de Mossa
- Santo Domingo
- Yamango

## Festività
- 20 gennaio: San Sebastiano
- 29 giugno: San Pietro
- 8 dicembre: Immacolata Concezione